# Juan Díaz de Solís
Pour les articles homonymes, voir Juan Díaz et Solis.

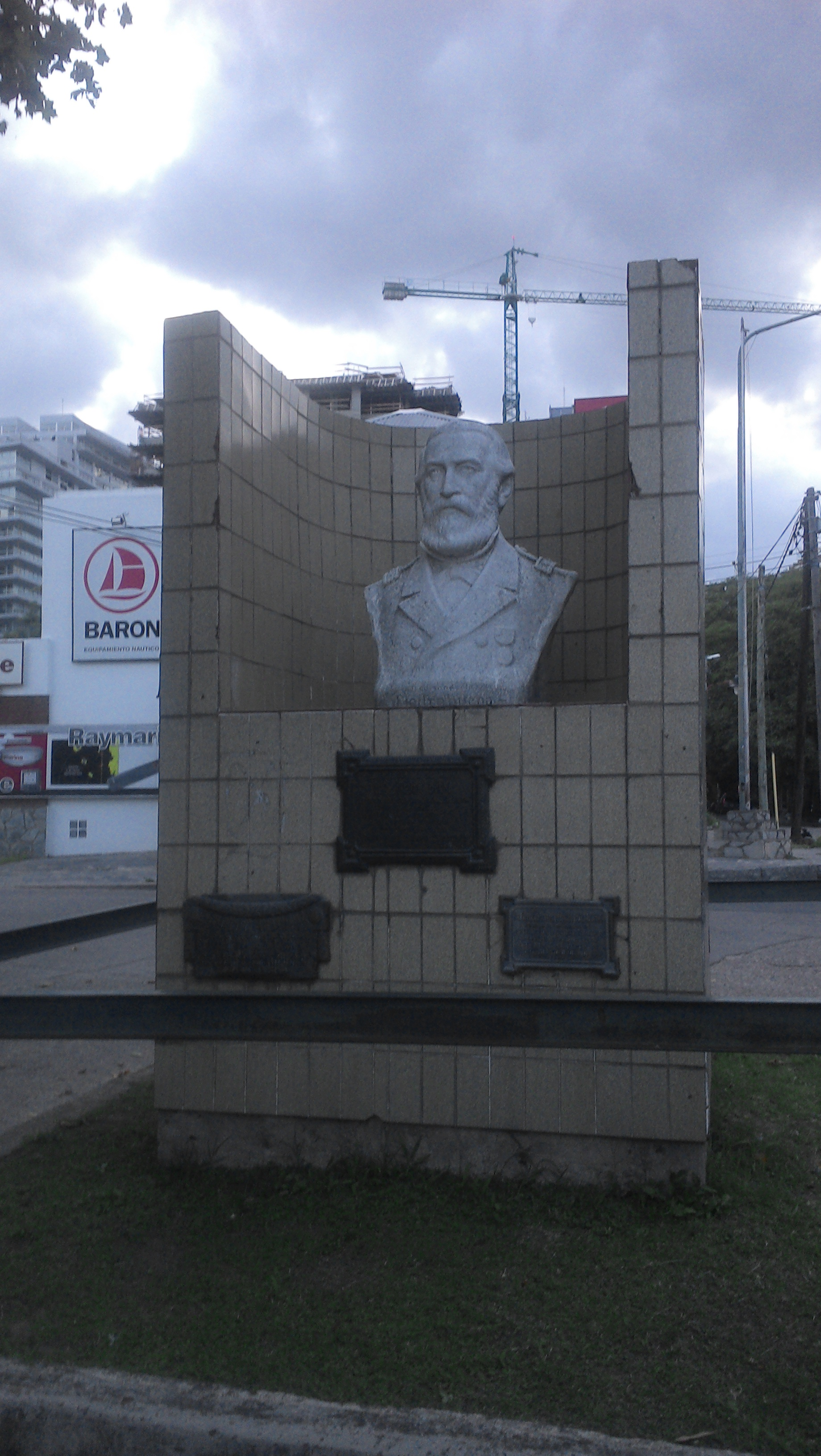

Juan Díaz de Solís (né à Lebrija ou São Pedro de Solis en 1470 – mort dans la zone du Río de la Plata en 1516), fut un navigateur et explorateur espagnol.

## Biographie
Juan Díaz de Solís est issu d'une famille de marchands, il commence par servir le Portugal et la Casa da India (la compagnie des Indes portugaises).

Puis, il devient marin pour le roi d'Espagne et effectue des expéditions dans le Yucatan en 1506 et au Brésil en 1508 avec Vicente Yáñez Pinzón. Il devient pilote de vaisseau en 1512 après la mort de Amerigo Vespucci. Deux ans après avoir obtenu ce grade, il prépare une expédition pour le sud du nouveau continent. Ses trois vaisseaux et son équipage de 70 hommes partent de Sanlucar de Barrameda le 8 octobre 1515. Il passe les côtes du Brésil et arrive sur la côte Est du Río de la Plata, nom qu'il lui donne en février 1516 après l'avoir remonté jusqu'à la confluence entre le Río Uruguay et le Río Paraná avec 2 officiers et 7 hommes.

Le groupe avance un peu dans les terres pour repérer les lieux d'une future colonisation et est attaqué par les indiens locaux (les historiens pensent à la tribu Charrúas ou à celle Guarani). Les survivants racontent alors que les autres hommes furent tués et que les indiens pratiquaient le cannibalisme.

Le commandant en second Francisco de Torres, prit en charge les navires. L'un des trois coule en face du Brésil, et les deux autres arrivent à Séville le 4 septembre 1516.

## Postérité
Deux villes uruguayennes portent le nom de l'explorateur espagnol : Solís et Solís de Mataojo, ainsi qu'un théâtre à Montevideo et une route nationale au sud du pays.
Le Théâtre Solís, célèbre théâtre situé dans la Vieille ville de Montevideo, inauguré en 1856, porte son nom.